# Pheles heliconides
Pheles heliconides is een vlindersoort uit de familie van de prachtvlinders (Riodinidae), onderfamilie Riodininae.
Pheles heliconides werd in 1853 beschreven door Herrich-Schäffer.